# Hans C. Christiansen
Hans Christian Christiansen (* 11. November 1906 in Harrislee; † 30. September 2001) war ein dänischer Kaufmann und Wirtschaftswissenschaftler.

## Leben

### Ausbildung und Ehe
Hans C. Christiansen wurde 1906 als Sohn des Hofbesitzers Asmus Christiansen (1874–1950) und seiner Frau Christine Margaretha Ohlsen (1883–1955) im heute zu Deutschland gehörenden Südschleswig geboren. Er ging in jungen Jahren in Flensburg und Altona in eine Banklehre. 1924 zog er nach Dänemark, wo er in einer Bank und die folgenden zwei Jahrzehnte in verschiedenen Unternehmen angestellt wurde. Nebenher studierte er an der Handelshochschule, wo er 1933 sein Handelsdiplom erhielt. Am 17. August 1935 heiratete er standesamtlich in Kopenhagen und tags darauf kirchlich in Harrislee Edith Emilie Marie Pedersen (1911–?), Tochter des Schuhfabrikanten Emil Pedersen (1865–1940) und seiner Frau Ane Marie Petersen (1872–1962). 1937 wurde er cand. merc.

### Karriere
Von 1938 bis 1946 arbeitete er als Verkaufschef in der Königlichen Porzellanfabrik und Fayencefabrik Aluminia. Von 1941 bis 1949 war er nebenher Lektor für Geschäftsorganisation an der Handelshochschule. 1947 wurde er zum Direktor der Provinzhandelskammer ernannt. Dabei gelang es ihm die Wirtschaft in der Nachkriegszeit wieder aufzubauen. 1956 wurde er Direktor von Den Kongelige Grønlandske Handel (KGH). Er führte den KGH nach der Dekolonialisierung im Jahr 1953 den größten Teil der postkolonialen Periode Grönlands und stand somit für die Modernisierungen und die Umstrukturierung des Handels in dieser Zeit. 1959 wurde er lic. merc. Von 1960 bis 1964 war er Mitglied im Grønlandsudvalg und von 1965 bis 1976 Berater im Grønlandsrådet. 1976 wurde er als KGH-Direktor pensioniert. 1988 wurde er mit 81 Jahren noch ph. d.
Er schrieb zahlreiche wirtschaftswissenschaftliche Artikel. Unter anderem war er Redaktionsmitglied für Danmarks kultur ved år 1940, dessen acht Bände zwischen 1941 und 1943 erschienen, und 1970 war er Mitautor von Trap Danmarks Band zu Grönland. Daneben schrieb er weitere Bücher mit.

### Ehrenämter und Auszeichnungen
Im Laufe seiner Karriere hatte er zahlreiche Ehrenämter inne. Von 1945 bis 1970 war er Sekretär der Vereinigung der dänischen Südschleswiger in Dänemark. Er gehörte zwischen 1947 und 1957 mehreren staatlichen Ausschüssen zu Außenhandel, Zollwesen und Berufsausbildung an. Von 1951 bis 1958 war er Mitglied des Aufsichtsrats der Handelshochschulen und von 1947 bis 1957 der Commission of Distribution der Internationalen Handelskammer, davon ab 1953 als Vizepräsident. Von 1952 bis 1960 war er Vorsitzender des Cand.merc.-Klubs und anschließend bis 1977 des Lic.merc.-Klubs. In seiner Zeit als KGH-Direktor war er Mitglied des grönländischen Ernährungsrats und Vorsitzender des Landwirtschaftsfachlichen Ausschusses, Aufsichtsratsmitglied beim Arktisk Institut, bis 1970 bei Det Grønlandske Selskab, ab 1961 Vorsitzender des Fischereifachlichen Ausschusses, von 1963 bis 1971 Aufsichtsratsvorsitzender von Godthåb Fiskeindustri und von 1964 bis 1971 von Narssaq Pelsavl. 1973 war er Vorsitzender der EG-Arbeitsgruppe für Regionalpolitik. Von 1957 bis 1967 war zudem Vorsitzender der Vereinigung Dänischer Zivilökonomen. Von 1966 bis 1980 war er Vorstandsmitglied des Klubs des Kopenhagener Handelsstands von 1841 und von 1971 bis 1996 der Understützungsgesellschaft Købmandsbo. Von 1974 bis 1982 (1987) war er Vorstandsmitglied bei Samfundet og Hjemmet for Vanføre.
1953 war er zum Ritter des Dannebrogordens ernannt worden, 1961 zum Ritter 1. Grades und 1974 zum Kommandeur. Daneben war er Offizier des Verdienstordens der Italienischen Republik. Hans C. Christiansen starb 2001 im Alter von 94 Jahren.

## Werke
- 1938: Dansk Importhandel og Indførselsrestriktionerne
- 1941: Danmarks Kultur ved Aar 1940 (Redaktionsmitglied)
- 1944–54: Hages Haandbog for Handel & Industri (Redaktionsmitglied)
- 1969: Grönland – arktisches Land im Zeitenwandel
- 1968, 1970, 1976: Bogen om Grønland (Redaktionsmitglied)
- 1970: Trap Danmark XIV: Grønland (Redaktionsmitglied)
- 1970: Greenland – Past and Present
- 1970: Le Groenland – pays arctique en mutation
- 1980: Pâmiut / Frederikshåb (Redaktionsmitglied)
- 1980: Narssaq (Redaktionsmitglied)